# مسرح صاحبة الجلالة
مسرح صاحبة الجلالة هو مسرح ايست اند والذي يقع في هايماركيت في مدينة وستمنستر، لندن. المبنى الحالي صمم من قبل تشارلز جي فيبس وشيد عام 1897 من أجل الممثل والمدير هربرت تري، الذي أسس الأكاديمية الملكية للفنون الدرامية في المسرح.
المسرح أنشأ من قبل المصمم المعماري تم تأسيس المسرح من قبل المهندس المعماري والكاتب المسرحي جون فانبرة في العام 1705 ليكون بأسم مسرح الملكة .
اسم المسرح تغير مع 6 ممالك، فقد كان أولا مسرح الملك في 1714 وتغير لاحقاً لمسرح صاحبة الجلالة في 1837. ولعل المسرح عرف أكثر بأسم مسرح صاحبة الجلالة من سنة 1901 حتى 1952 , وثبت على هذا الأسم بسبب إليزابيث الثانية . سعة المسرح هو 1216 مقعد. 

## التاريخ

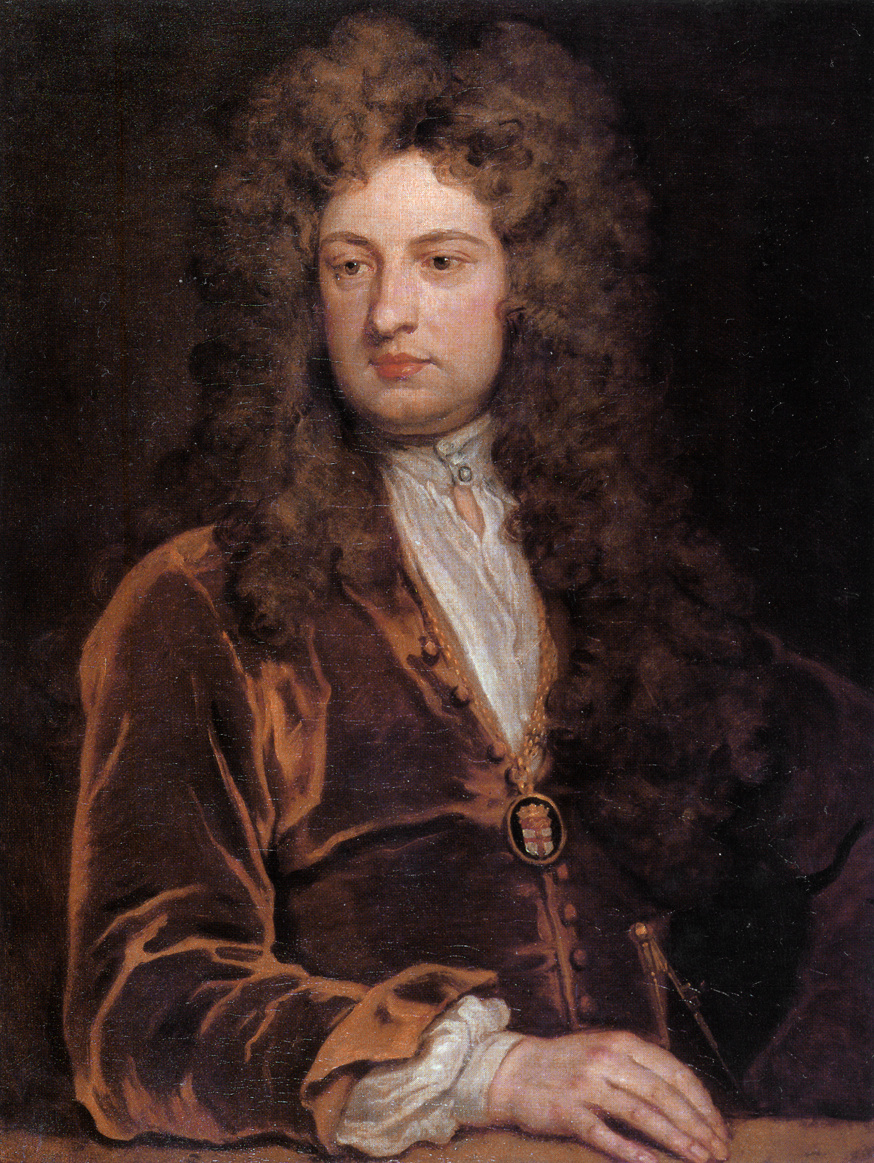
السير جون فانبرة طبعت من قبل جودفري نيللر

في نهاية القرن 17 كان هناك تنافس محموم بين الممثلين في لندن، وفي عام 1695 كان هناك انقسام في شركة المتحدة، والتي كانت الدراما فقط حكرا عليها في كلا مسرحيها . رأى المسرحي والمهندس المعماري جون فانبرة في ذلك فرصة لكسر الاحتكار على المسارح، وفي عام 1703 كسب السير جون باحة خلفية سابقة بتكلفة قدرها 2000 £، لبناء مسرح جديد في هايماركت.

### المسرح الثاني: 1791-1867

#### وليام تايلور

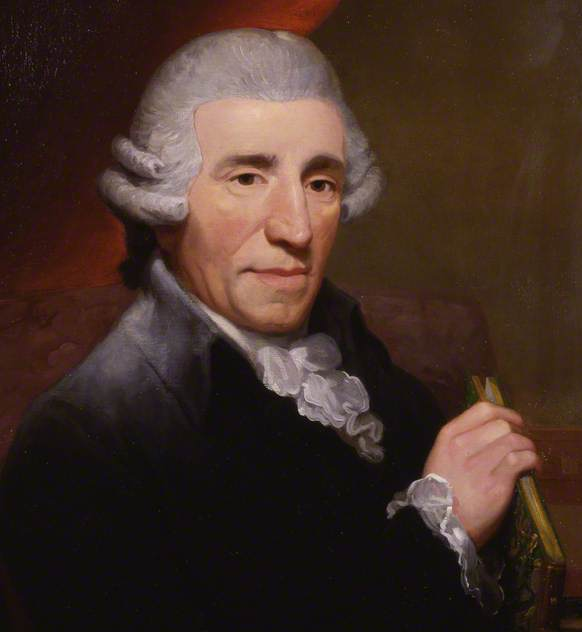
جوزيف هايدن في 1792

أول أداء علني للأوبرا على المسرح الجديد كان في 26 يناير 1793 , الخلاف مع اللورد تشامبرلين على الترخيص تم تسويته , وكان هذا المسرح، في ذلك الوقت، هو الأكبر في إنجلترا، وأصبح موطن المسرح الملكي.
منذ عام 1793، تم هدم سبعة منازل صغيرة في الجانب الشرقي من المسرح المواجه لمنطقة هايماركت وحلت محلها غرفة الحفلات الكبيرة. و هذه الغرفة سمحت لجوزيف هايدن بأن يقدم سلسلة من الحفلات الموسيقية، تحت رعاية جوهان بيتر سولومون، وفي ثاني زيارة له إلى لندن في 1794-1795. قدم له سمفونيات خاصة، وبعضها لأول مرة، ألفها بنفسه ودفع 50 فلورين ل 20 حفلة موسيقية، تم تكريمه في لندن، وعاد إلى فيينا  في مايو 1795 مع 12000 فلورين.

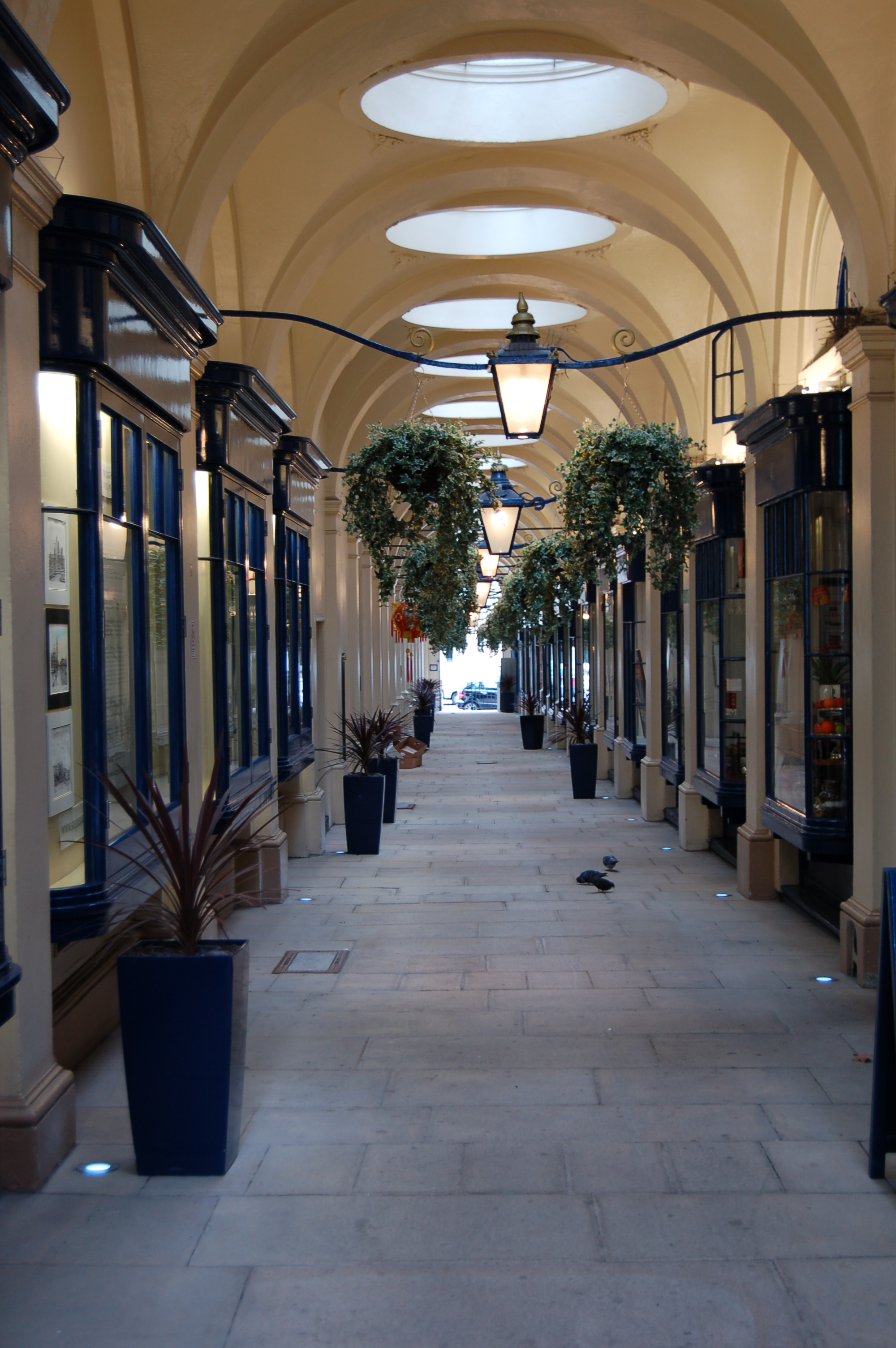
دار الأوبرا الملكية أركيد،في 2008, مدخل المسرح من الناحية اليسرى الآن أحتل من قبل المحلات التجارية.

#### جون إبيرس

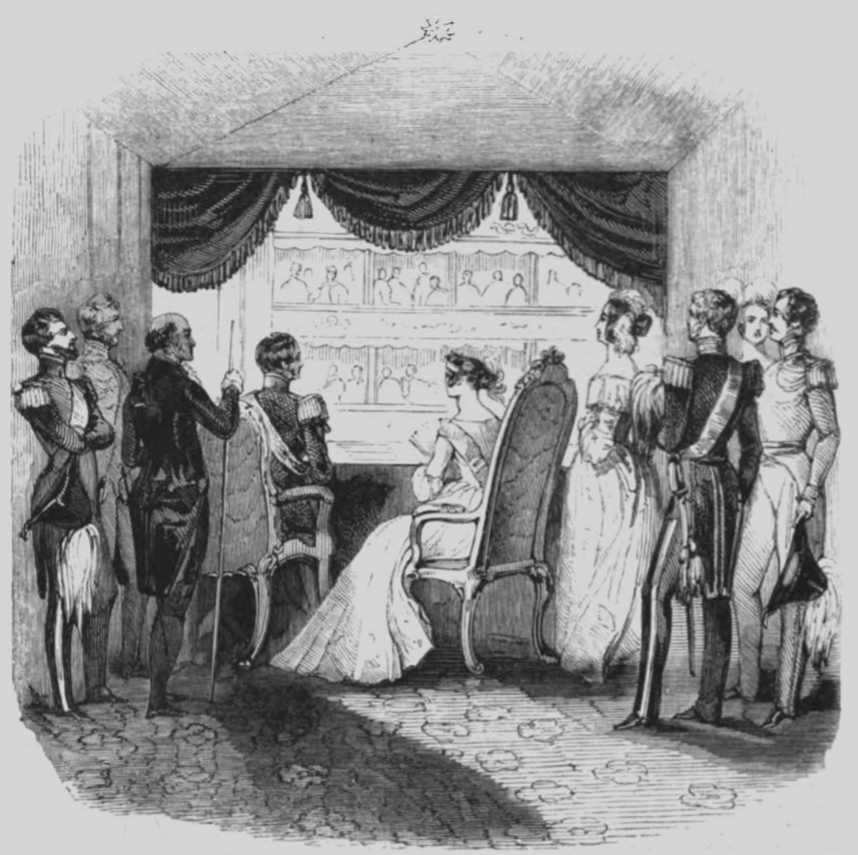
الصندوق الملكي

#### بنجامين لوملي

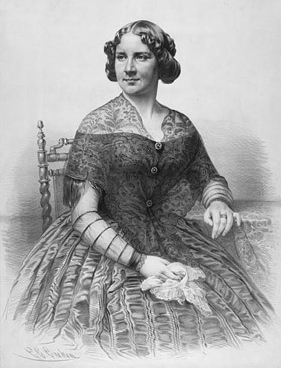
جيني ليند، العندليب السويدية، 1850

#### جي اتش مابليسون

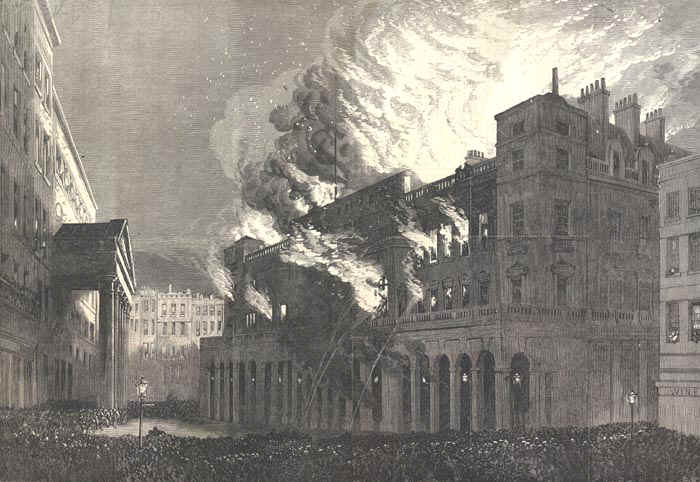
إحتراق المسرح في عام 1867.

### العمارة

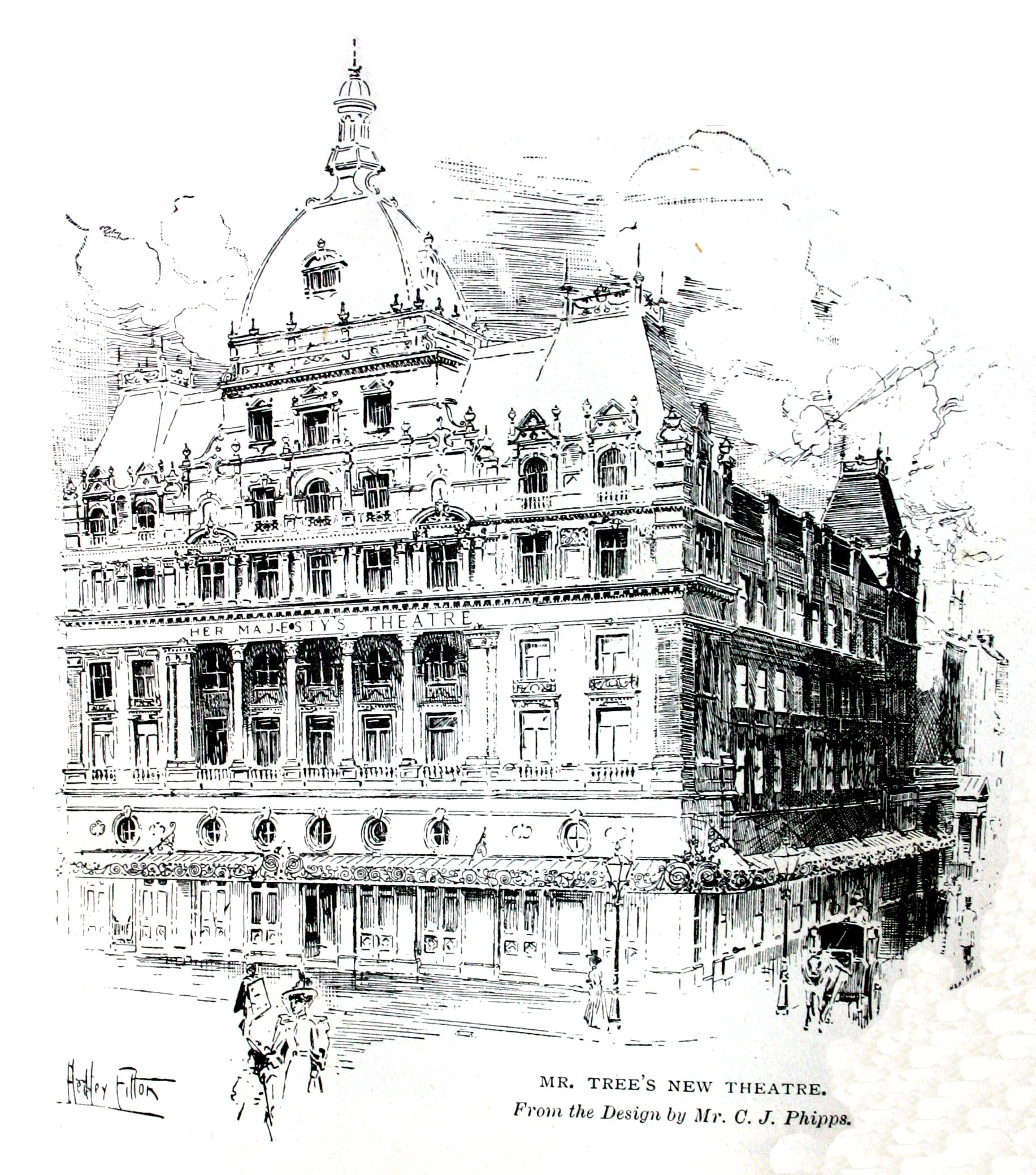
مسرح فيبس الجديد

### الأداءات
المسرح الحالي فتح في 28 أبريل 1897 .
هذا المسرح هو واحد من 40 مسرح الذين ظهروا في الفيلم الوثائقي مسارح ايند ويست العظمى الذي قدمهادونالد شيندين .